# Front de gauche
Der Front de gauche (deutsch Linksfront) war eine französische Wahlplattform für die Europa-Wahlen 2009. Er trat zu den Regionalwahlen 2010 sowie zu den Präsidentschafts- und Parlamentswahlen 2012 erneut an. Die beiden Gründerparteien waren die Parti de Gauche von Jean-Luc Mélenchon und die Parti communiste français (PCF). Im Juli 2016 erklärte Mélenchon das Wahlbündnis für aufgelöst.

## Gründung und Teilorganisationen
Schon bei der Gründungsversammlung der Parti de gauche am 29. November 2008 war die Einheitsparole der Kern der Botschaft an die anderen linken Parteien Frankreichs gewesen. Die Parteigründer Jean-Luc Mélenchon und Marc Dolez hatten als sozialistische Querdenker gegen den EU-Verfassungsvertrag 2005 erfolgreich mithilfe der Kommunisten, Trotzkisten und Globalisierungskritiker gekämpft und wollten den Front für die kommenden Europawahlen wieder auftauchen lassen. Die Antwort der PCF erwies sich als positiv, während andere Gruppierungen sich skeptischer zeigten.
Nach langen Verhandlungen erteilte die ebenfalls neugegründete linksradikalere Nouveau Parti Anticapitaliste (NPA) von Olivier Besancenot dem Vorschlag eine Absage. Kurz danach fand der Wahlkampfauftakt des Front de gauche statt. Die Gründerparteien, d. h. die Organisationen, die an der Kundgebung des 8. März 2009 teilnahmen, waren die Parti communiste français, die Parti de gauche sowie die (kleinere) Gauche unitaire (Einheitliche Linke), die von Pro-Linksfront-Dissidenten der NPA gegründet worden war.

## Erweiterungsversuche und Unterstützer
Andere Parteien, darunter Les Alternatifs, das Mouvement républicain et citoyen und verschiedene linksgerichtete Öko-Parteien erwogen eine Teilnahme. Das Mouvement Républicain et Citoyen gab seine Ablehnung am 22. März bekannt, wegen grundsätzlicher Unterschiede. Am selben Tag fand bei Les Alternatifs eine Urabstimmung statt, in welcher die Teilnahme am Front de gauche nur 30 Prozent der Stimmen erhielt.
Als MRC-Parteichef Chevènement seinen Entschluss ankündigte, nicht abstimmen zu gehen oder keine gültige Liste zu wählen (vote blanc ou nul), erklärte allerdings der jakobinische Verein République et Socialisme, der die Träger von Lokalmandaten umfasst, die sich zur linksrepublikanischen bzw. jakobinischen Ideologie der MRC bekennen oder Parteimitglieder sind, dass er Chevènements Willen nicht respektieren würde, und rief seine Mitglieder dazu auf, sich für den Erfolg des Front de gauche einzusetzen. Seit Ende März hatten zahlreiche MRC-Lokalverbände des Front de gauche ihre Unterstützung gewährt.
Mehrere Intellektuelle setzten sich auch für den Front de Gauche ein, etwa der Religionsphilosoph Henri Péna-Ruiz, die Attac-Mitbegründer Bernard Cassen und Ignacio Ramonet sowie 36 Dozenten und Professoren für Volkswirtschaftslehre.
Der ehemalige kommunistische Nationalversammlungsabgeordnete Jean-Pierre Brard und seine Freunde aus der Stadt Montreuil nahmen auch für den Front Stellung.
Die Parti Communiste Réunionais, die nur auf der Insel La Réunion antritt, war auch Mitglied des Front de gauche im Kreis der Überseegebiete.

## Europawahl

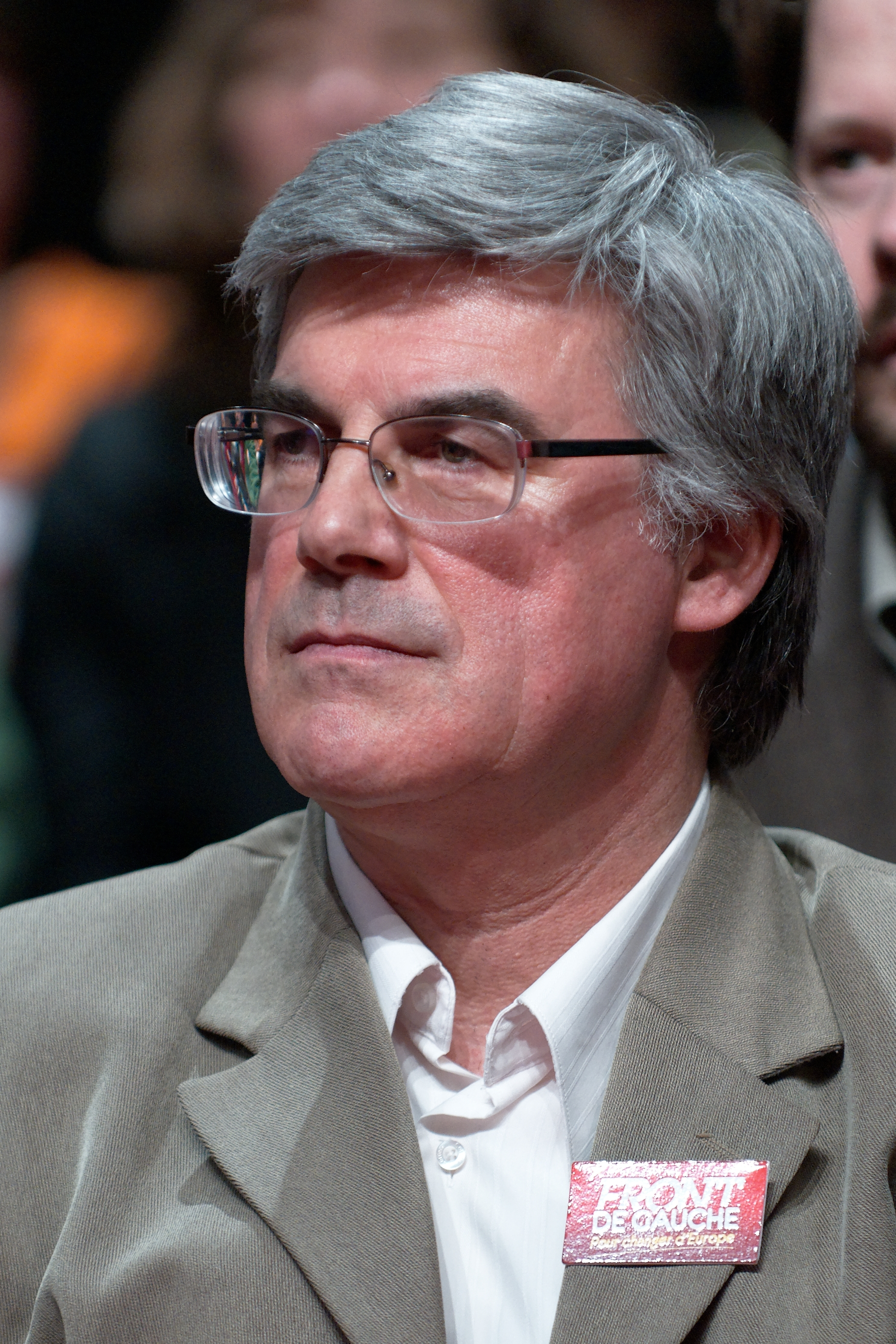
Patrick Le Hyaric, Chefredakteur von l'Humanité
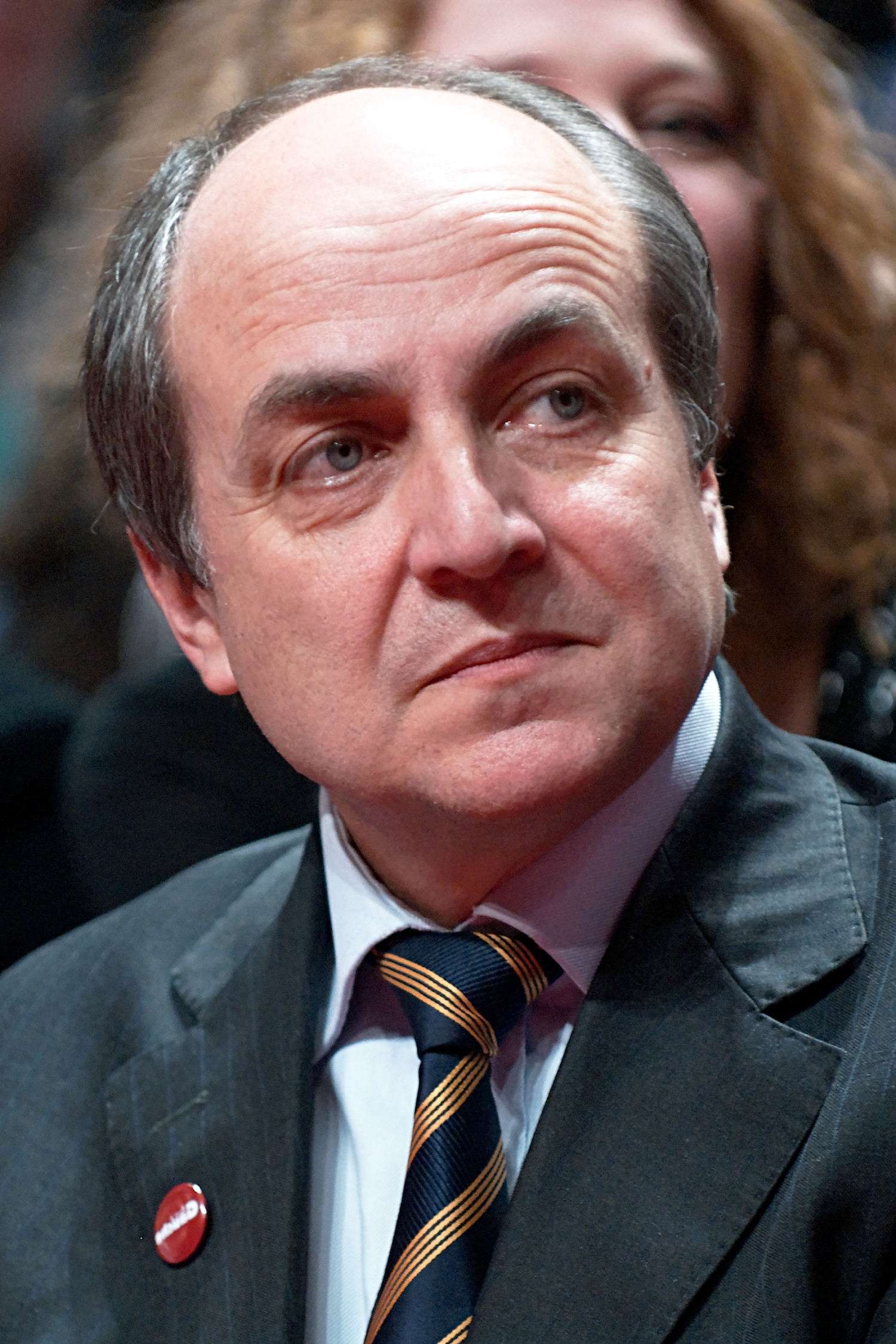
Jacques Généreux, Professor für Volkswirtschaftslehre, Parti de gauche
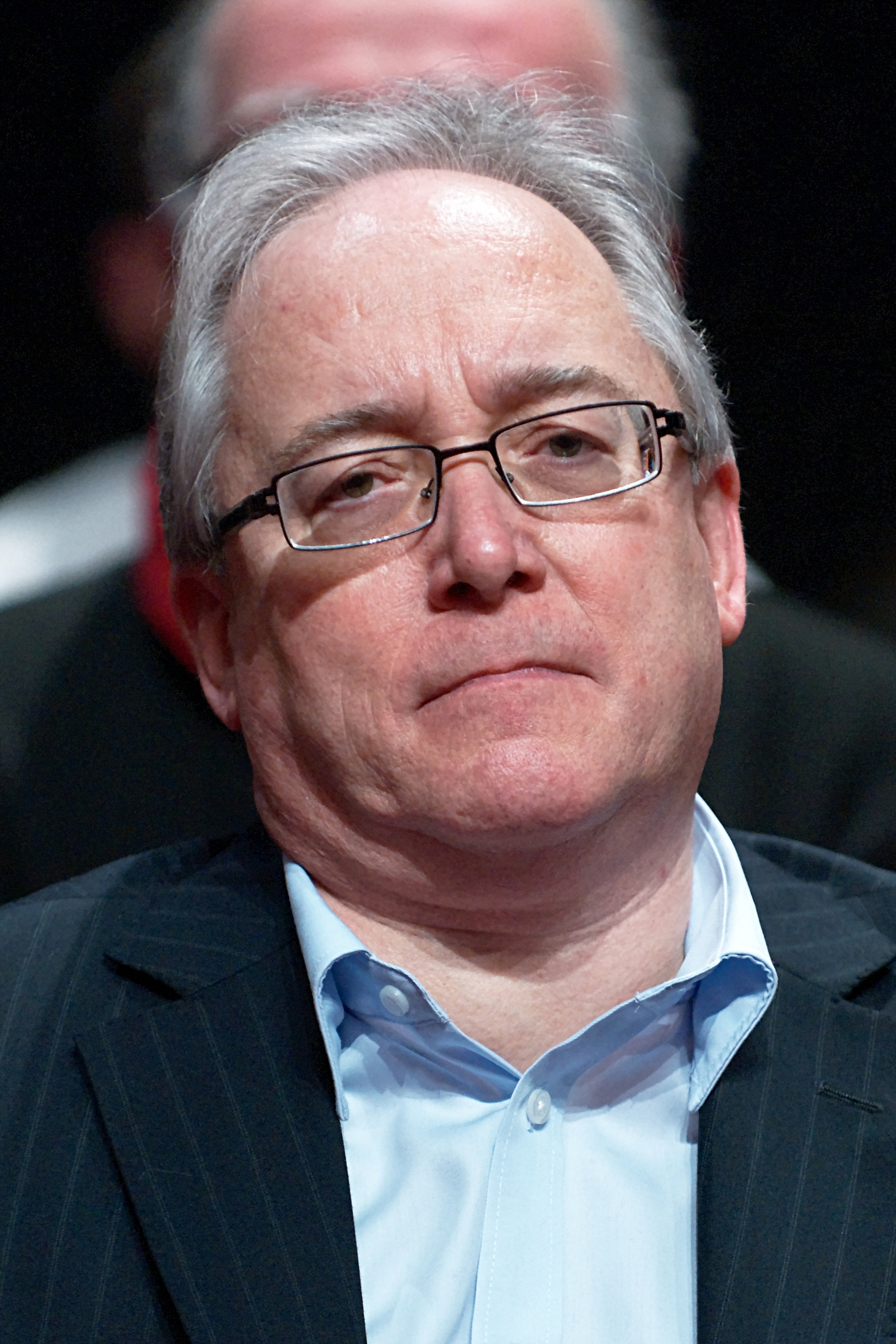
Christian Picquet, Sprecher der Gauche unitaire
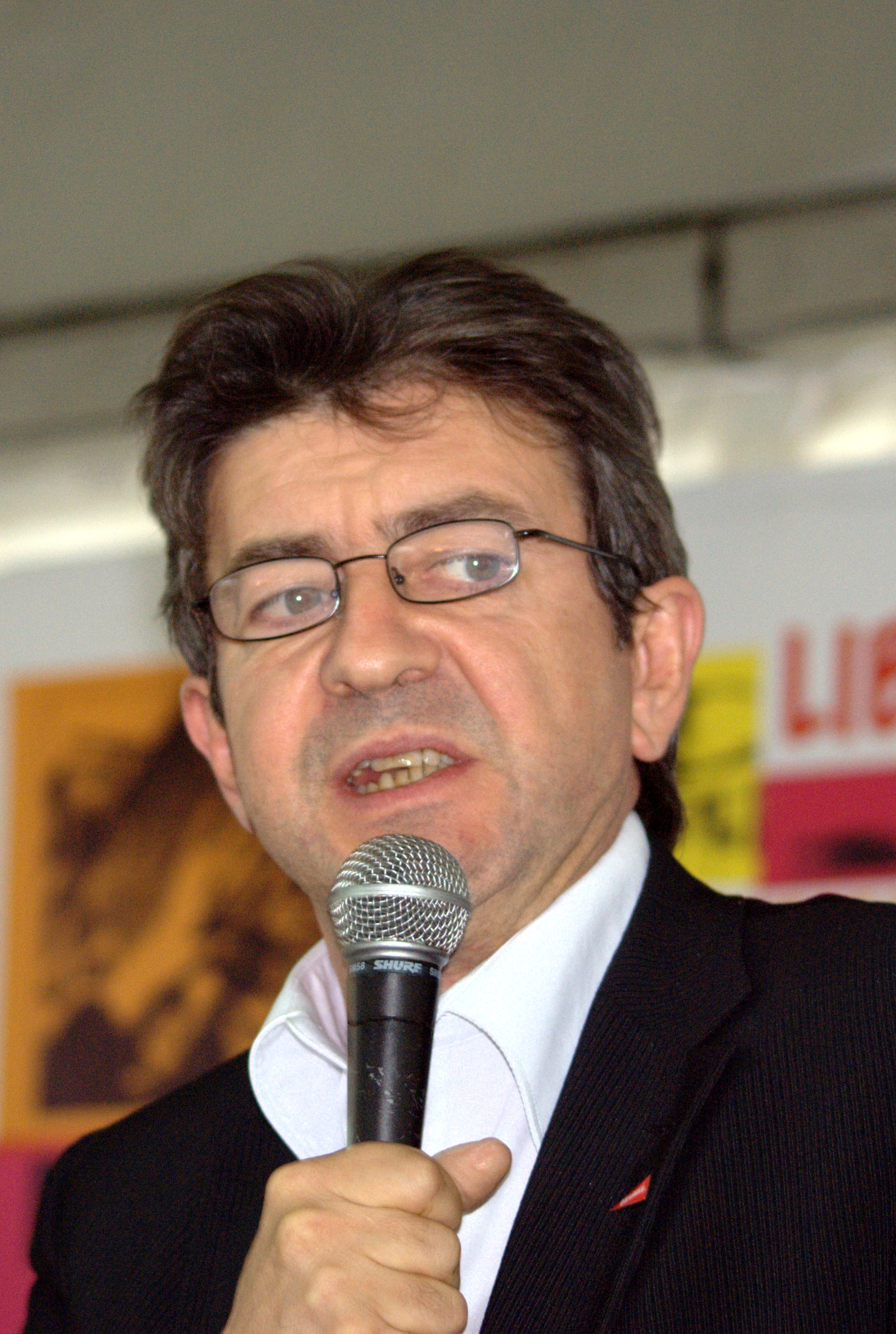
Jean-Luc Mélenchon, Vorsitzender der Parti de gauche

Der Front de Gauche stellte Kandidaten in allen Regionen vor. Jean-Luc Mélenchon trat im Kreis Südwest an, Volkswirtschaftslehrer Jacques Généreux im Westen und der Chefredakteur der kommunistischen Zeitung L’Humanité Patrick Le Hyaric im Pariser Kreis. Die unabhängige Menschenrechtsaktivistin Marie-Christine Vergiat trat im Südosten an, und der einzige Spitzenkandidat, der schon seit 2004 MdEP war, war der kommunistische Politiker Jacky Hénin im Nordwesten.
Anfangs erhielt der Front ca. 4,5 Prozent Umfragewert, drei Punkte hinter der NPA. Aber nach einem sehr aktiven Wahlkampf, der die Aufmerksamkeit der Presse erregte, kam es zum Durchbruch: Am 7. Juni erhielt der Front 6,05 % der Stimmen. Mélenchon kam auf 8,15 Prozent in seinem Kreis.
2004 hatte die PCF zwei Mandate errungen (in Paris und im Nordwesten), und die selbständige kommunistische Partei der Insel La Réunion (PCR) einen Sitz im Überseewahlgebiet gewonnen. Dazu kommen 2009 jeweils ein Mandat im Südwesten und im Südosten.
Die MdEP des Front de Gauche waren demnach:
- Jacky Hénin (NW, PCF)
- Hélie Hoarau (Übersee, PCR)
- Patrick Le Hyaric (Ile de France, PCF)
- Jean-Luc Mélenchon (SW, PG)
- Marie-Christine Vergiat (SO, parteilos)

Sie saßen in der Fraktion der Europäischen Linken.